# قرار مجلس الأمن التابع للأمم المتحدة رقم 1942
قرار مجلس الأمن التابع للأمم المتحدة رقم 1942، الذي تم تبنيه بالإجماع في 29 سبتمبر 2010، بعد التذكير بالقرار 1933 (2010) بشأن الوضع في كوت ديفوار (ساحل العاج)، قام المجلس بزيادة الوحدات العسكرية والشرطة لعملية الأمم المتحدة في كوت ديفوار.
وذكّر مجلس الأمن بقراره النظر في رفع الحد الأقصى لعدد الأفراد العسكريين وأفراد الشرطة بشكل مؤقت قبل الانتخابات وبعدها إلى ما لا يزيد عن 500 فرد إضافي. وكان الأمين العام بان كي مون قد أوصى بزيادة من 8650 إلى 9150، وأن قائمة الناخبين النهائية تم الاتفاق عليها من قبل الأحزاب الإيفوارية في 6 سبتمبر 2010.
بموجب الفصل السابع من ميثاق الأمم المتحدة، أذن المجلس بزيادة عدد الأفراد العسكريين وأفراد الشرطة التابعين لعملية الأمم المتحدة بمقدار 500 فرد، من 8650 إلى 9150 فردًا، للنشر الفوري لمدة تصل إلى ستة أشهر.